# Bibi Aisha
Aisha Mohammadzai (em língua pachto: بی بی عایشه), também escrito como Bibi Aisha o Aesha Mohammadzai é uma mulher afegã que teve o rosto mutilado após tentar protestar contra o regime de seu país e de sua família.
Ficou famosa principalmente após ser capa da revista Time no verão de 2010, após sua aparição no Daily Beast em dezembro de 2009.
Ela foi dada de presente pelo seu pai para uma família como uma compensação de um crime que ele cometeu, quando ela tinha 12 anos de idade.
No dia 09 de agosto de 2010, a revista Time publicou em sua capa uma foto que mudou a vida de uma garota para sempre. A fotógrafa sul-africana Jodi Bieber, em um campo de refugiados em Kabul, registrou a imagem da jovem Bibi Aisha, então com 18 anos, com seu belo rosto marcado por uma severa mutilação do nariz.
O tio de Bibi Aisha matou um homem e como indenização precisou oferecer duas sobrinhas para a família da vítima. Ela foi aprisionada em um estábulo até o dia em que menstruou pela primeira vez, sendo então entregue ao homem que seria seu futuro marido. Sofrendo com sucessivas torturas e espancamentos Bibi conseguiu fugir mas não durou muito tempo nas ruas pois ao ser avistada sozinha foi imediatamente presa: segundo o regime Talibã, mulheres não podem andar sem a guarda de um homem.

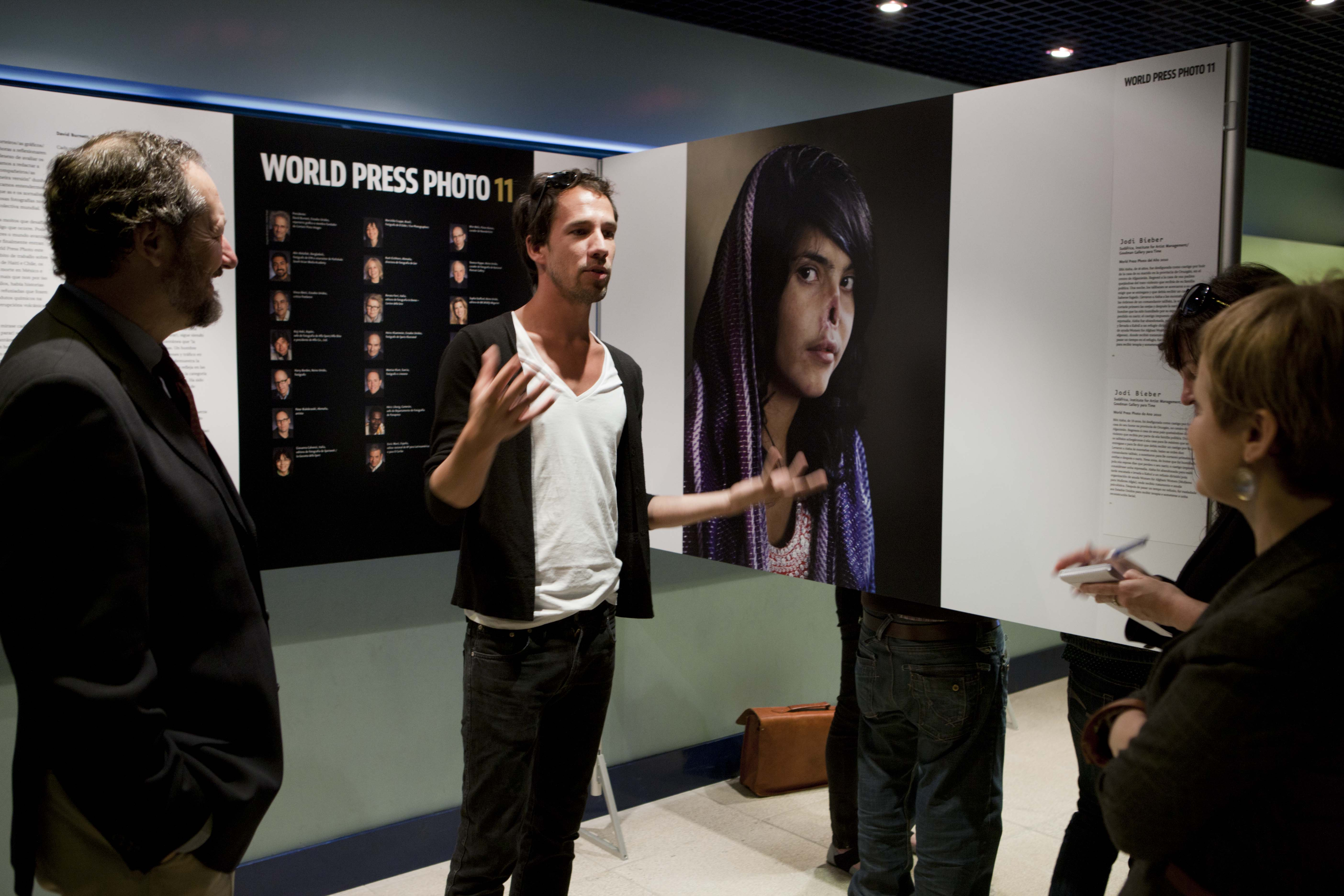
A imagem de Aisha foi mostrada numa apresentação da World Press Photo em 2011.

 Seu pai a encontrou na prisão após quatro meses e precisou devolvê-la a família do marido. Como punição, seus cunhados e o marido arrancaram seu nariz e orelhas com uma faca. Este seria um castigo exemplar e serviria como aviso para todas as mulheres que ousassem desobedecer seus homens. Logo após o evento, o sogro de Bibi foi visto andando com seu nariz pelas ruas como se fosse um troféu enquanto ela foi deixada para morrer nas montanhas.
A vida de Bibi Aisha foi salva por um grupo de civis que faziam trabalho humanitário no Afeganistão. Ela estava sem nariz, orelhas, autoestima, dignidade; sem forças pra viver. Após ser capa da Time, sua vida mudou. Ela foi para os EUA onde recebeu atendimento de psicólogos e passou por cirurgias de reconstrução.
O uso político desta imagem foi imediato, principalmente em um período onde os americanos lutavam para que o mundo aceitasse sua permanência no Afeganistão.